# Fiat 500X
De Fiat 500X is een vijfdeurs cross-over, die sinds 2014 wordt geproduceerd door FIAT.
FIAT plande om op 11 februari 2013 te beginnen met het klaarmaken van de productielijn in de Italiaanse plaats Melfi voor de productie van de Fiat 500X en de Jeep Renegade. De investering kostte in totaal €1 miljard. De auto werd eerder kort getoond tijdens de introductie van de Fiat 500L in 2012, maar maakte zijn debuut op de Mondial de l'Automobile in Parijs in oktober 2014 en voor de Amerikaanse markt op de Greater Los Angeles Auto Show in november 2014. Later dat jaar begon de productie en net voor het begin van 2015 startte de levering van de Fiat 500X. De auto wordt geleverd met drie verschillende motoren, waarvan twee dieselmotoren. De auto is in verschillende versies uitgevoerd: Pop, Popstar, Lounge, Cross en Cross Plus. Die laatste twee versies zijn leverbaar met vierwielaandrijving.
De Fiat 500X was in de Verenigde Staten leverbaar vanaf de lente van 2015 en de auto is daar beschikbaar zijn met twee verschillende motoren, de 1,4 MultiAir II en de 2,4 Tigershark MultiAir, die beide benzine als brandstof gebruiken. Ook hebben een aantal versies daar een andere naam; de Popstar, Cross en Cross Plus heten in de Verenigde Staten respectievelijk de Easy, Trekking en Trekking Plus.
Technisch gezien zijn de Fiat 500X en de door FIAT in dezelfde fabriek geassembleerde Jeep Renegade gelijk aan elkaar, en zijn op hetzelfde platform gebouwd.

## Fotogalerij

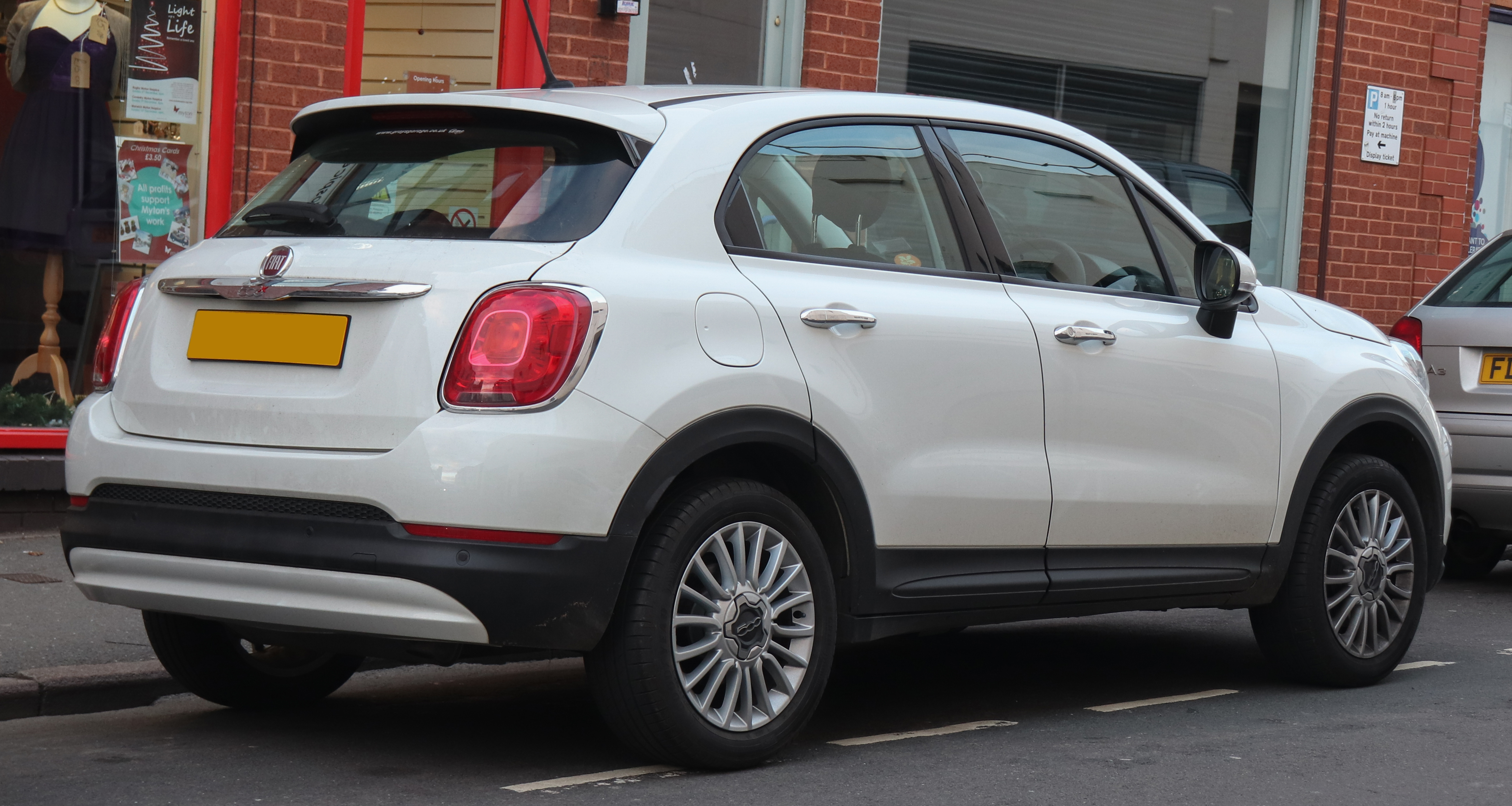
Fiat 500X, achteraanzicht
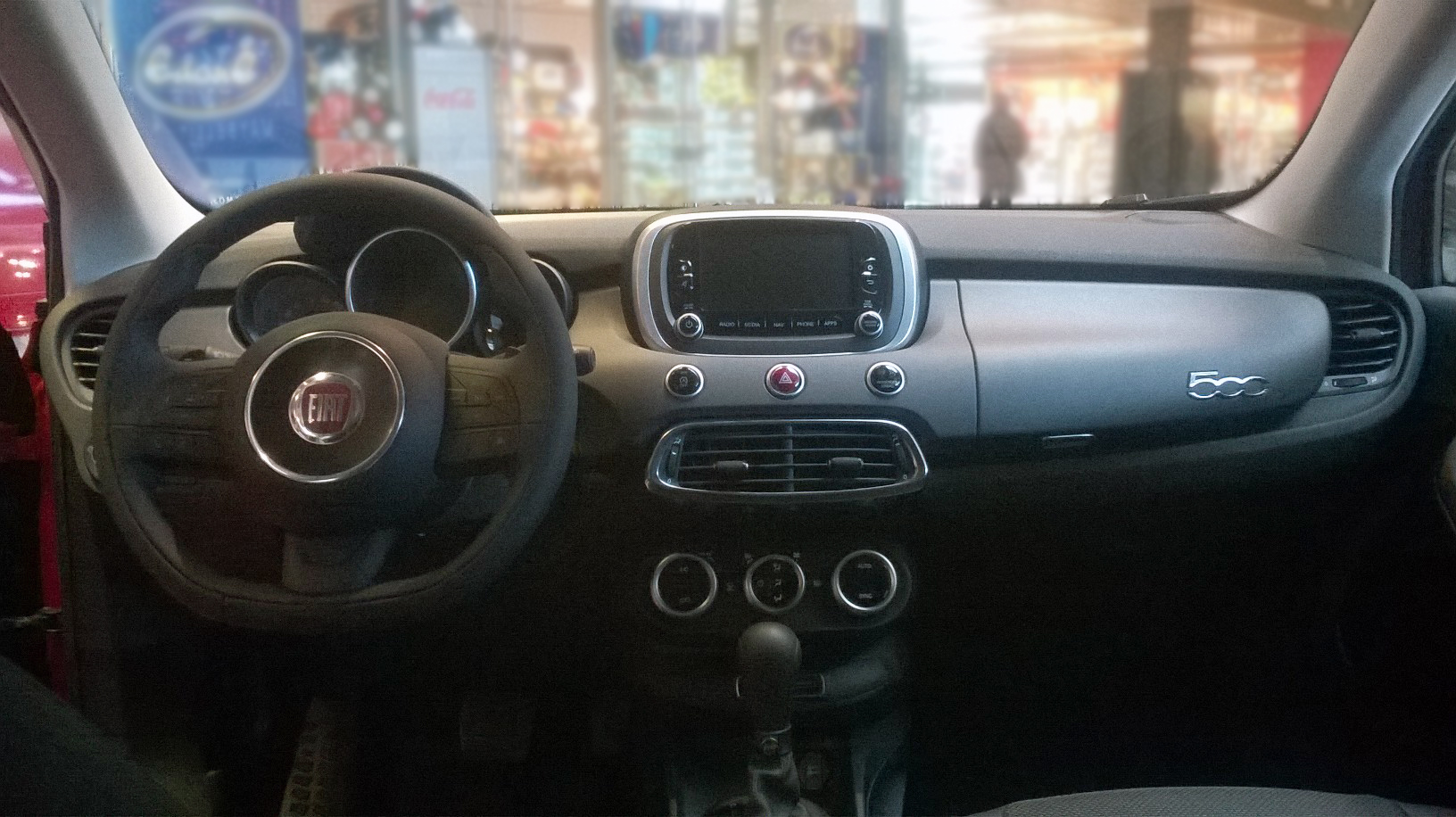
Fiat 500X, interieur

## Motoren
| Versie          | In productie | Brandstof | Cilinderinhoud | Vermogen        | Koppel | Sprint 0-100 | Topsnelheid |
| --------------- | ------------ | --------- | -------------- | --------------- | ------ | ------------ | ----------- |
| 1,4 MultiAir II | 2014-        | Benzine   | 1368 cc        | 140 pk (103 kW) | 230 Nm | 9,8 sec.     | 190 km/h    |
| 1,6 MultiJet II | 2014-        | Diesel    | 1598 cc        | 120 pk (88 kW)  | 320 Nm | 10,5 sec.    | 186 km/h    |
| 2,0 MultiJet II | 2014-        | Diesel    | 1956 cc        | 140 pk (103 kW) | 350 Nm | 9,8 sec.     | 190 km/h    |

Huidige modellen: 
124 Spider ·
500 ·
500e ·
500L ·
500X ·
600 ·
Aegea ·
Argo ·
Cronos · 
Doblò · 
Ducato ·
Fiorino ·
Fullback ·
Linea ·
Palio · 
Panda · 
Punto · 
Qubo ·
Scudo · 
Siena ·
Strada ·
Tipo · 
Ulysse
Historische modellen na de Tweede Wereldoorlog: 
124 · 
125 · 
126 · 
127 · 
128 · 
130 · 
131 · 
132 · 
133 · 
147 · 
148 · 
242 ·
500 ·
600 · 
600 Multipla · 
850 · 
1100 · 
1200 · 
1300/1500 · 
1400/1900 · 
1800/2100 · 
2300 · 
Albea ·
Argenta · 
Barchetta · 
Bianchina ·
Bravo · 
Brío · 
Campagnola · 
Cinquecento · 
Coupé · 
Croma · 
Dino · 
Duna · 
Elba ·
Fiorino ·
Freemont ·
Grande Punto ·
Idea ·
Marea · 
Marengo · 
Mod 5 · 
Multipla · 
Oggi · 
Panorama · 
Penny · 
Prêmio · 
Regata · 
Ritmo · 
Sedici ·
Seicento · 
Spazio · 
Stilo ·
Talento · 
Tempra · 
Tipo · 
Turbina · 
Uno · 
Vivace · 
X1/9
Historische modellen voor de Tweede Wereldoorlog: 
1 · 
1T · 
10 HP · 
12 HP · 
24 HP · 
2B Torpedo · 
4 HP · 
501 · 
502 · 
503 · 
505/507 · 
508 · 
509 · 
510/512 · 
514 · 
515 · 
518 · 
519 · 
520 · 
521 · 
522 · 
524 · 
525 · 
527 · 
60 HP · 
70 · 
801 · 
1100 · 
1500 · 
2800 · 
Brevetti · 
Laundolet · 
Modello O · 
Tipo 2 · 
Tipo Torpedo · 
Topolino · 
Zero